# 京成電鉄タクシーホールディングス
京成電鉄タクシーホールディングス株式会社（けいせいでんてつタクシーホールディングス、英: Keisei Electric Railway Taxi Holdings Co.,Ltd.）は、東京都中央区に本社を置き、京成グループのタクシー事業を統括する中間持株会社。京成電鉄の完全子会社。京成カード加盟店。
なお、当社傘下のタクシー事業者と、当社傘下でない京成グループのタクシー事業者で、同じ営業区域内での競合が存在する。そのため、本項では当社に属さない京成グループのタクシー事業者も参考として一覧に記載する。また、本項において当社の傘下（完全子会社）である京成タクシーウエスト株式会社、京成タクシーセントラル株式会社、京成タクシーイースト株式会社の3社についても記述する。

## 概要
元々は千葉県・茨城県内に散在する京成電鉄のタクシーグループ会社を再編・統括する目的で、京成タクシーホールディングス株式会社として2019年3月1日付で設立された。京成グループのタクシー事業者のうち、帝都自動車交通グループ・小湊鉄道グループ・関東鉄道グループ・オリエンタルランドグループに属さず、京成電鉄が直轄していた各社を統括することを目的に設立された持株会社（中間持株会社）である。ただし、京成タクシーホールディングスとして再編された当時の傘下各社のうち、京成タクシー成田のみ例外的に千葉交通グループの「千葉交タクシー」であった。また翌2020年3月1日付で、同じ京成グループの帝都自動車交通より帝都あたごタクシーが移管され、京成タクシーあたごとして京成タクシーホールディングス傘下となった。2025年3月1日に当社傘下にあった茨城県内のグループ会社を関東鉄道グループのタクシー事業者とともに京成電鉄茨城ホールディングスに移管、逆に同日時点では京成電鉄の完全子会社であった帝都自動車交通が当社傘下に入り、京成電鉄とオリエンタルランドの合弁であった舞浜リゾートキャブも当社傘下の事業会社の営業所として再編された。
傘下のタクシー事業者は外装がある程度共通化されており、以下の特徴を持つ（これらの特徴は、事業再編前の2014年から備えられている）。
- 丸に縦書きで「京成」と書かれた球型行灯を装備。
- 東京四社営業委員会の各社系列・提携事業社の四社カラー車と類似した表記[注釈 4]。ただし車体色は基本深藍（ジャパンタクシー）か黒、一部エリアでは白。

ただし、下記の例外が存在する。
- 帝都自動車交通および帝都グループ車両は東京四社準拠の表記そのものを当社傘下入り後も継続。
- 京成タクシーウエストの野田営業所所属車両については、帝都あたごタクシーから京成タクシーあたごとしての再編時点では行灯のみ変更されていたが（四社色車は再編前に全廃。濃紺色車両は帝都あたごタクシー時代の「あたごタクシー」表記、明朝体フォント）、順次上記の共通表記に変更された。また、朝日自動車からの引き継ぎ車両については朝日自動車の車体色に上記の共通表記をした車両が存在した。
- 京成タクシーセントラルの舞浜営業所所属車両は、再編後も引き続き従来の「舞浜リゾートキャブ」ブランドを使用している為、社名表記が「京成タクシー」と舞浜リゾートキャブのロゴの併用となってている他、行灯は舞浜リゾートキャブ時代のまま変更されていない。

### 参考画像
各画像の社名は当時のもの。

#### 表記統一前
行灯の形状は共通だったが、各社の社章が入っていた。

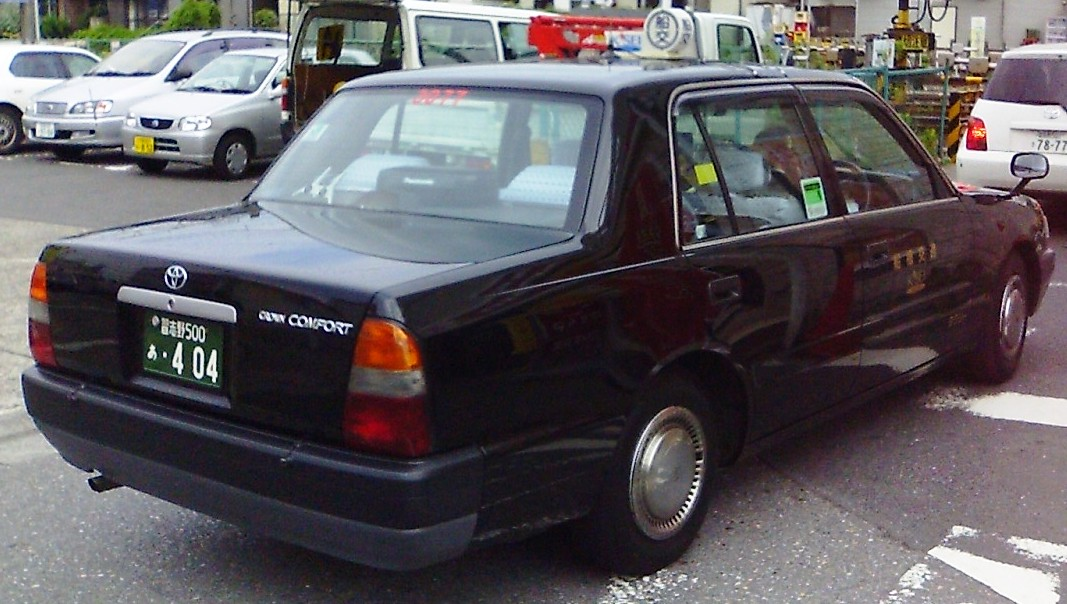
車体のロゴは京成グループロゴのみ。 （船橋交通）
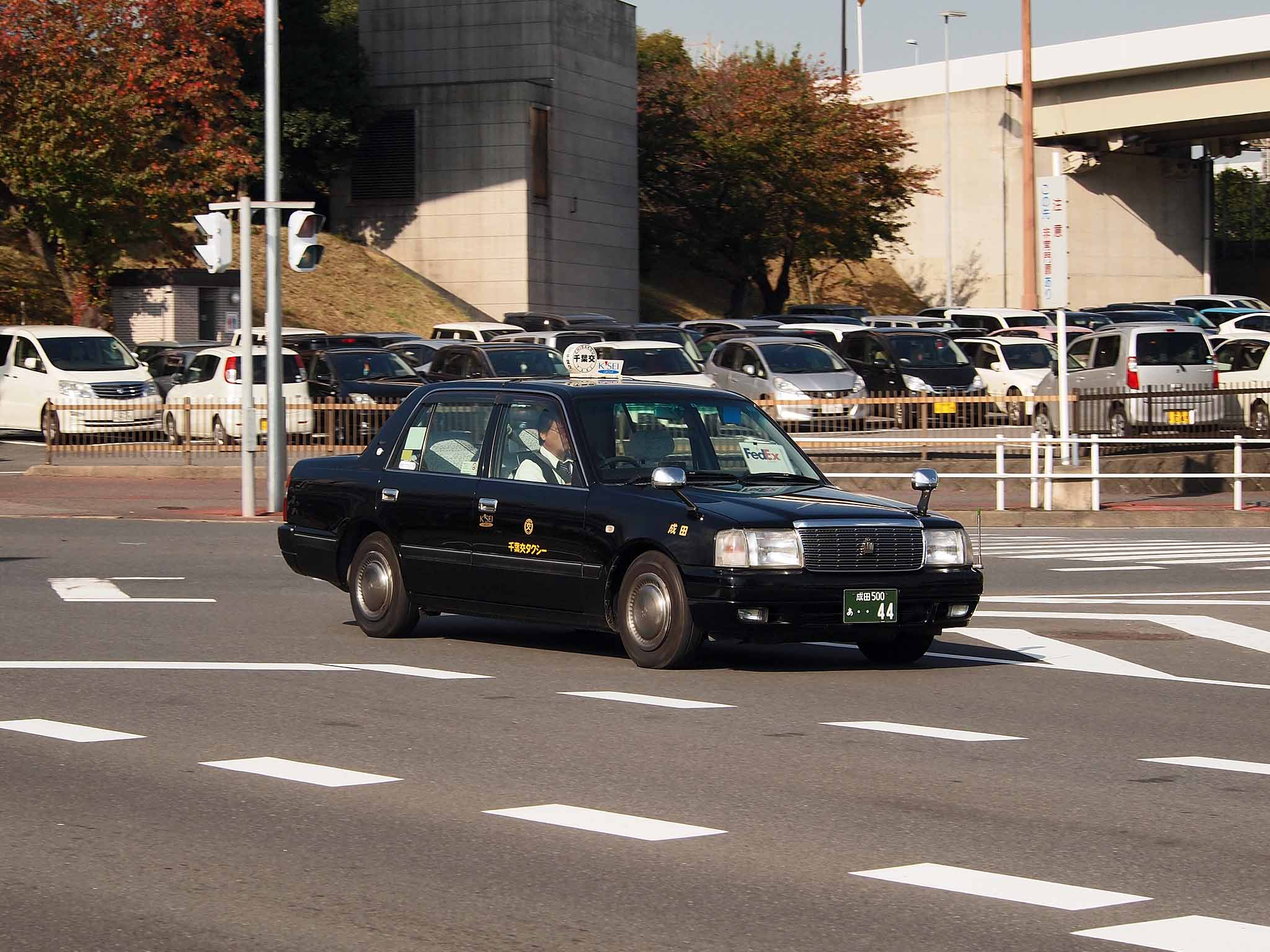
車体には社章と京成グループロゴの両方がある。 （千葉交タクシー）
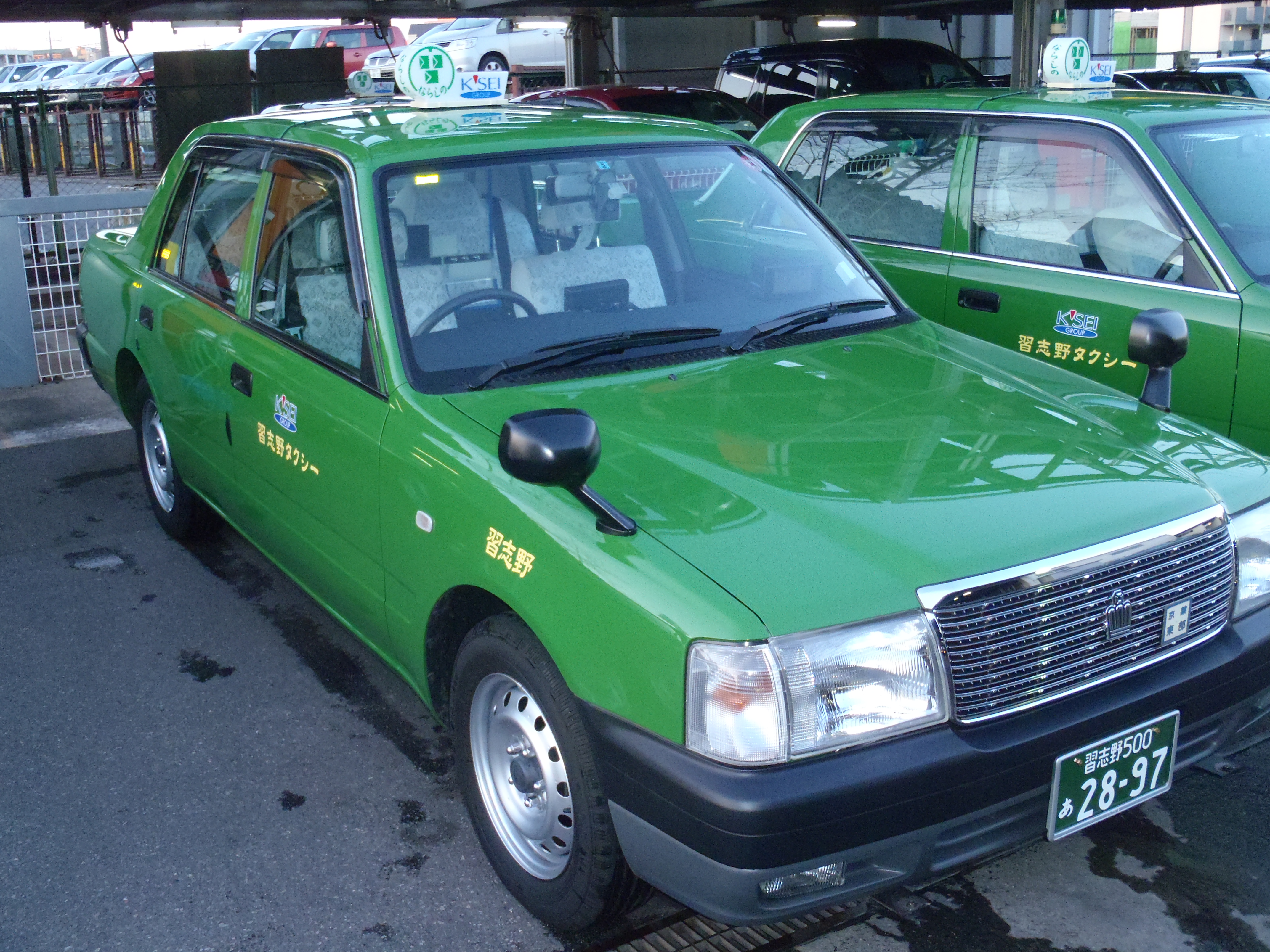
多くの事業者の車体色は黒や白であったが、習志野タクシーのみ緑色の車両が在籍していた。 （習志野タクシー）

#### 表記統一後
2014年より行灯と表記が統一された。

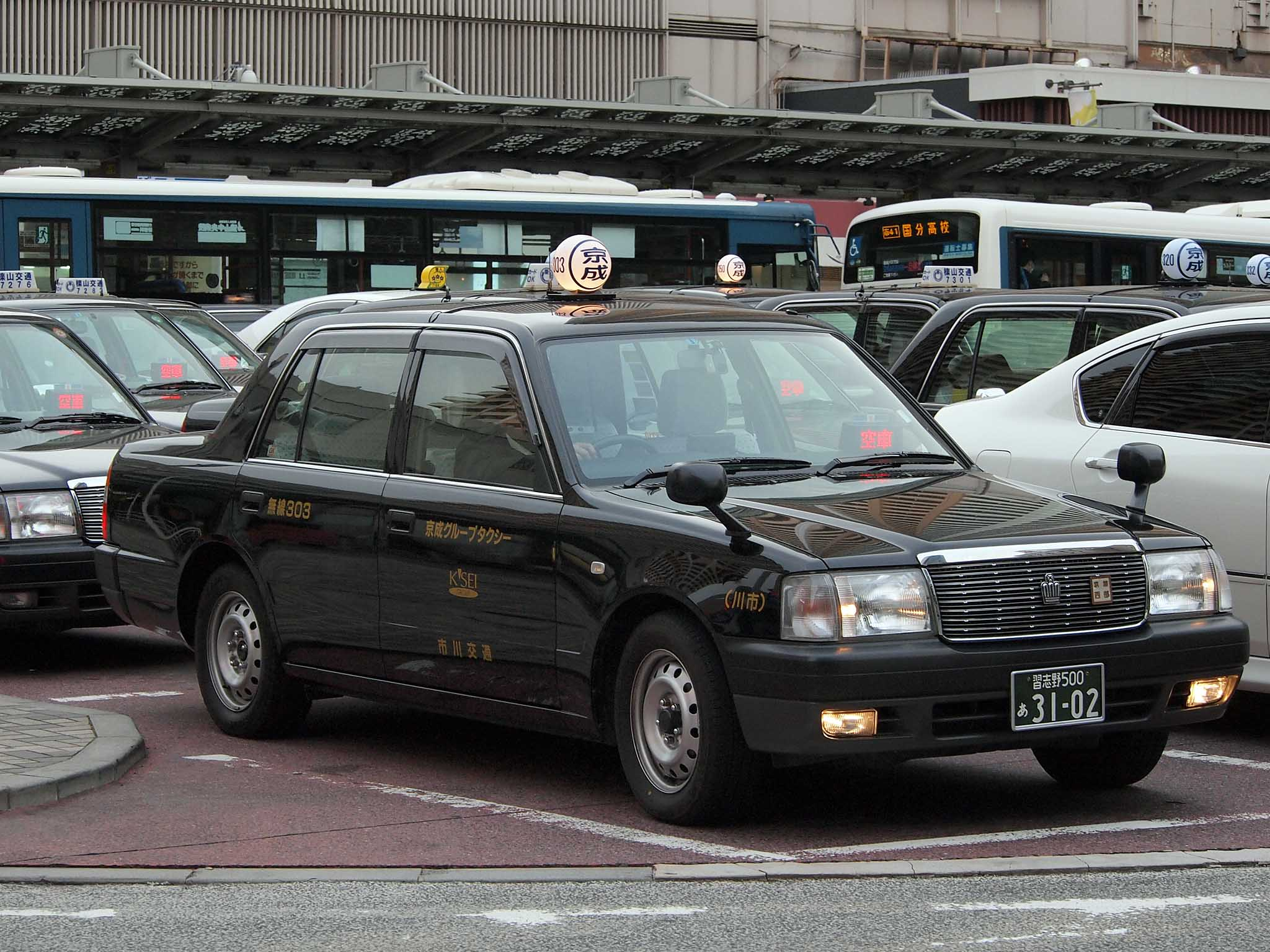
統一表記の車両 （市川交通自動車）

#### 社名変更後
再編により各社の社名が「京成タクシー」＋「○○」（地域名）に商号変更された。

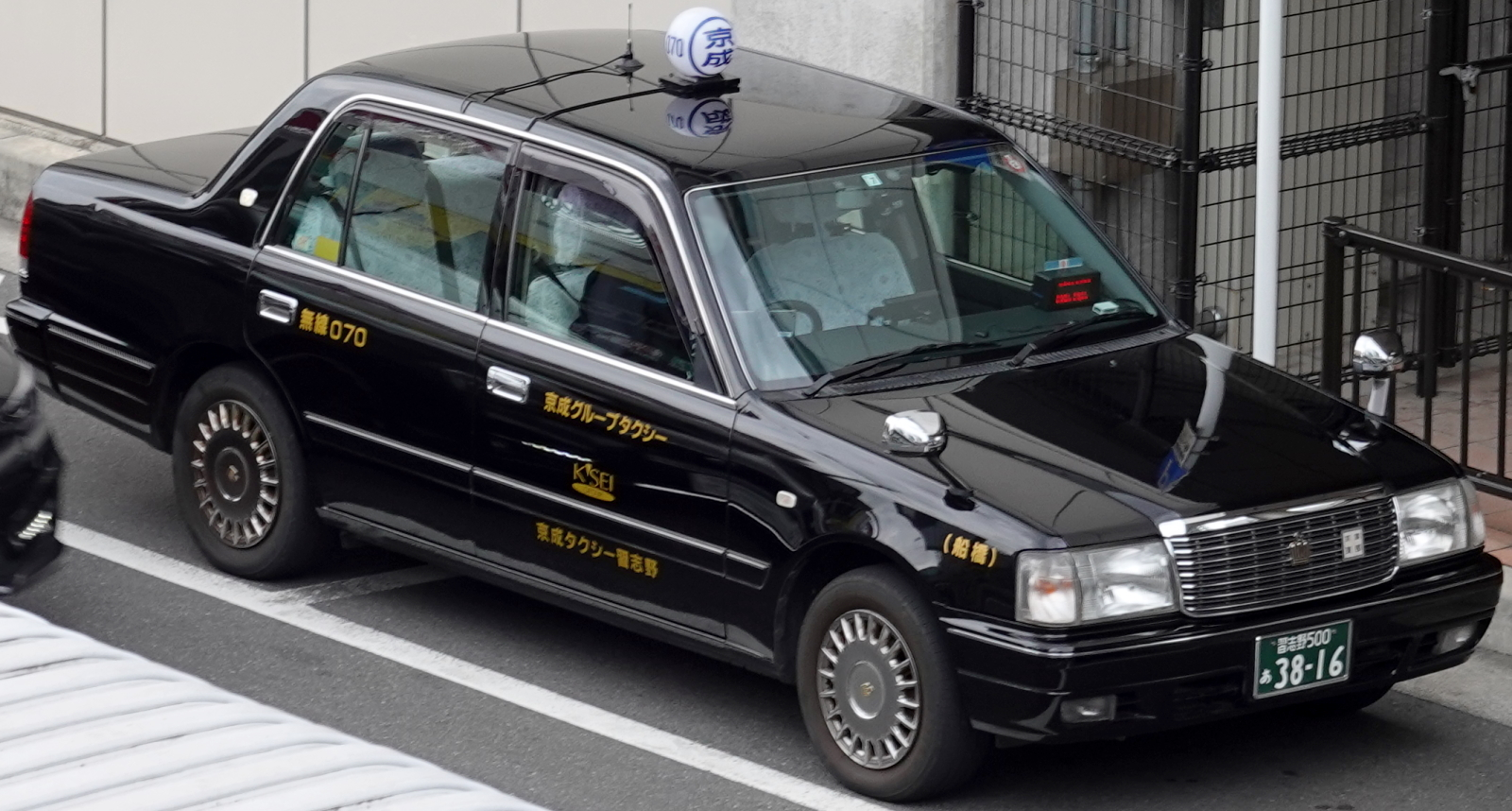
京成タクシー習志野
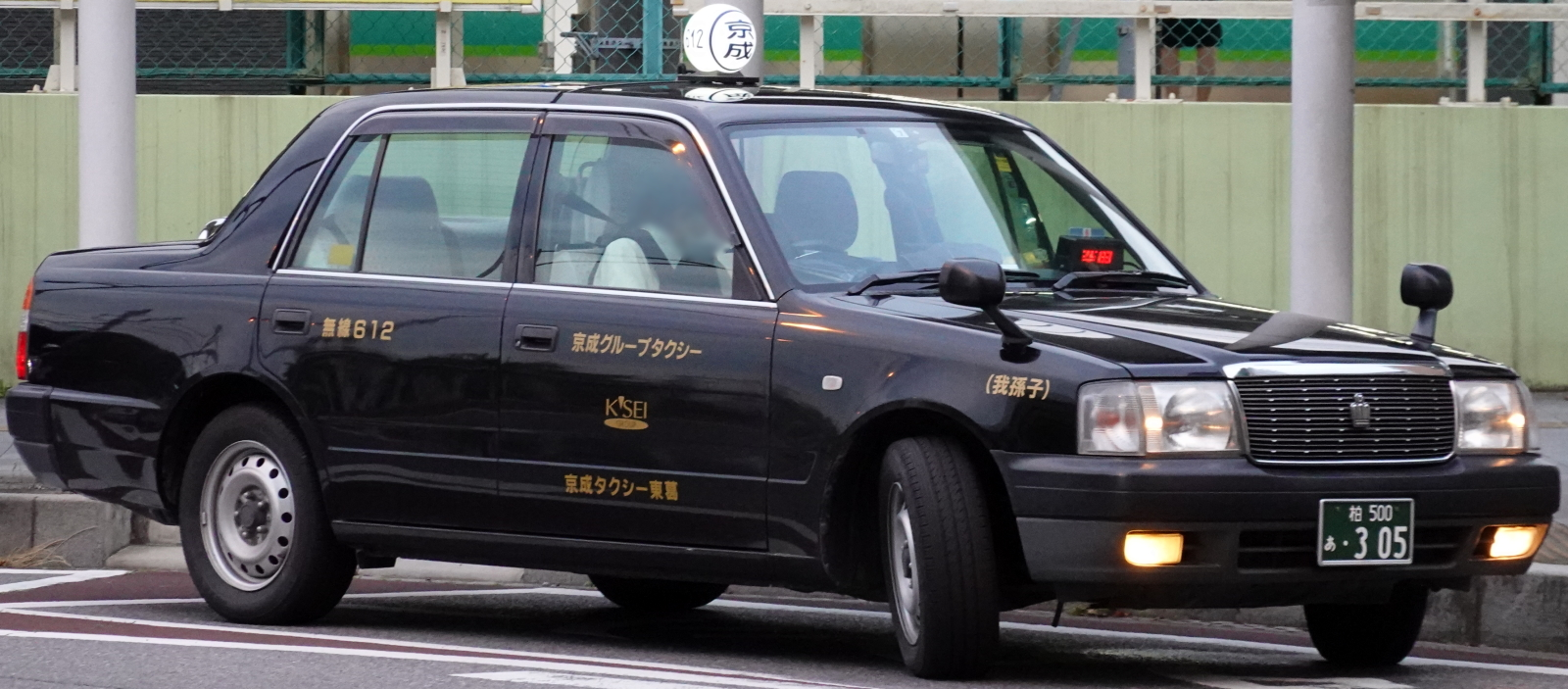
京成タクシー東葛
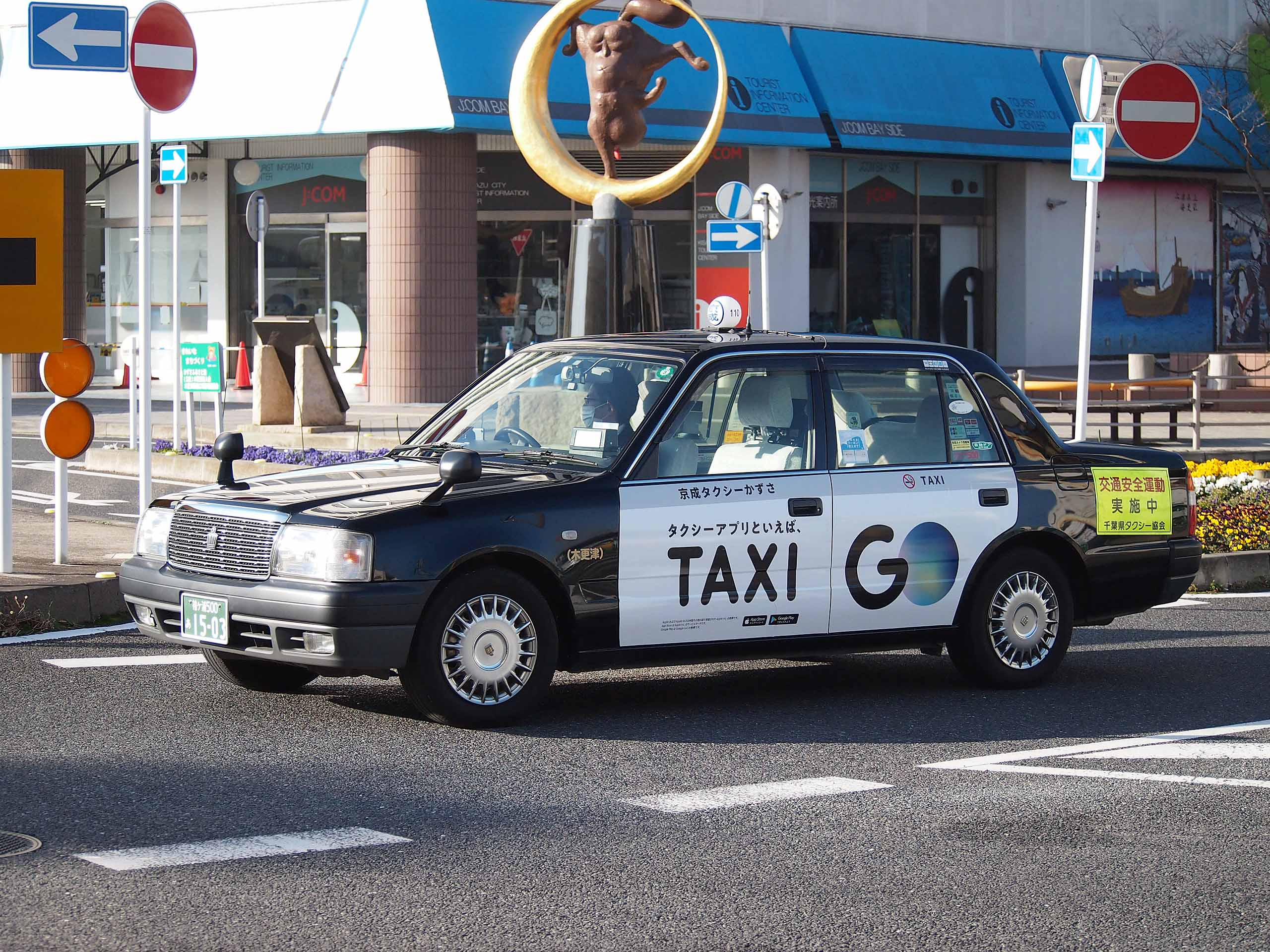
京成タクシーかずさ 配車アプリGO広告掲出車

## 沿革
- 2019年（平成31年/令和元年）
  - 3月1日 - 設立。京成電鉄直系15社および千葉交通系1社を12社に再編した上で傘下に置く。
  - 12月16日 - 傘下各社、舞浜リゾートキャブ、帝都あたごタクシーで、運賃支払いをキャッシュレス決済に順次対応開始。
- 2020年（令和2年）3月1日 - 帝都あたごタクシーが当社傘下に異動し、京成タクシーあたごに改称。
- 2021年（令和3年）9月10日 - 新京成電鉄新京成線（現・京成松戸線）元山駅改札外に京成グループタクシー（東葛交通圏）呼び出し専用電話が設置される[5]。鉄道駅への呼び出し専用電話の設置は本グループでは初。
- 2022年（令和4年）
  - 3月21日 - 京成タクシー東葛が、朝日自動車（東武グループ）より前日にて営業終了した[6]野田営業所を譲受し、京成タクシー東葛野田営業所として開設[7]。
  - 5月6日 - 京成タクシー東葛野田営業所の敷地に、京成タクシーあたごが移転。
  - 7月21日 - 京成タクシー東葛野田営業所を、京成タクシーあたごへ統合。
- 2025年（令和7年）3月1日 - 当社を京成電鉄タクシーホールディングス株式会社に商号変更し、帝都自動車交通・舞浜リゾートキャブ・京成オートサービスを当社傘下に移管。傘下事業者のうち千葉県内の各社を東葛区域4社を京成タクシーウエスト、京葉区域4社および千葉区域1社を京成タクシーセントラル、北総区域2社および南房区域1社を京成タクシーイーストに再編[8]。茨城県内の1社は関鉄グループの3社とともに京成電鉄茨城ホールディングス傘下の京成タクシー茨城に再編[9]。

## 京成グループのタクシー事業者・営業所

### 当社傘下
| 交通圏 | 交通圏     | 社名・営業所           | 社名・営業所 | 所在地               | 備考 |
| ------ | ---------- | ---------------------- | ------------ | -------------------- | --- |
| 東京   | 特別区武三 | 帝都自動車交通         | 神田営業所   | 千代田区神田錦町     | ハイヤー営業所 |
| 東京   | 特別区武三 | 帝都自動車交通         | 銀座営業所   | 中央区銀座           | ハイヤー営業所 |
| 東京   | 特別区武三 | 帝都自動車交通         | 渋谷営業所   | 渋谷区南平台町       | ハイヤー営業所 |
| 東京   | 特別区武三 | 帝都自動車交通         | 新橋営業所   | 港区新橋             | ハイヤー営業所 |
| 東京   | 特別区武三 | 帝都自動車交通         | 竹橋営業所   | 中央区日本橋小舟町   | ハイヤー営業所 |
| 東京   | 特別区武三 | 帝都自動車交通         | 日本橋営業所 | 中央区日本橋兜町     | ハイヤー営業所 |
| 東京   | 特別区武三 | 帝都自動車交通         | 深川営業所   | 江東区門前仲町       | ハイヤー営業所 |
| 東京   | 特別区武三 | 帝都自動車交通         | 板橋営業所   | 板橋区大山金井町     | タクシー営業所 |
| 東京   | 特別区武三 | 帝都自動車交通         | 大森営業所   | 大田区大森北         | タクシー営業所 |
| 東京   | 特別区武三 | 帝都自動車交通         | 墨田営業所   | 墨田区押上           | タクシー営業所 |
| 東京   | 特別区武三 | 帝都自動車交通         | 日暮里営業所 | 荒川区西日暮里       | タクシー営業所 |
| 東京   | 特別区武三 | 帝都葛飾交通           | 帝都葛飾交通 | 葛飾区白鳥           | 帝都自動車交通の子会社 旧・京成タクシー→日の丸自動車交通                                                                   |
| 東京   | 特別区武三 | 帝都三信交通           | 帝都三信交通 | 大田区東六郷         | 帝都自動車交通の子会社 旧・三信交通および旧・大森交通→帝都三信大森交通                                                     |
| 東京   | 特別区武三 | 帝都日新交通           | 帝都日新交通 | 大田区萩中           | 帝都自動車交通の子会社 旧・日新交通                                                                                        |
| 千葉   | 東葛       | 京成タクシーウエスト   | 松戸東営業所 | 松戸市金ケ作         | 旧・合同タクシー→京成タクシー松戸東（松戸）                                                                                |
| 千葉   | 東葛       | 京成タクシーウエスト   | 松戸西営業所 | 松戸市小根本         | 旧・スタータクシー→京成タクシー松戸西（松戸）                                                                              |
| 千葉   | 東葛       | 京成タクシーウエスト   | 小金営業所   | 松戸市小金きよしヶ丘 | 旧・小金交通→京成タクシー松戸西（小金）                                                                                    |
| 千葉   | 東葛       | 京成タクシーウエスト   | 柏営業所     | 柏市十余二           | 旧・合同タクシー→京成タクシー東葛（柏）                                                                                    |
| 千葉   | 東葛       | 京成タクシーウエスト   | 我孫子営業所 | 我孫子市我孫子       | 旧・我孫子交通→京成タクシー東葛（我孫子）                                                                                  |
| 千葉   | 東葛       | 京成タクシーウエスト   | 野田営業所   | 野田市上花輪         | 旧・あたごタクシー→帝都あたごタクシー→京成タクシーあたご 現所在地は元・朝日自動車（東武グループ）→京成タクシー東葛（野田） |
| 千葉   | 京葉       | 京成タクシーセントラル | 船橋営業所   | 船橋市湊町           | 旧・船橋交通（および三田下総交通の一部）→京成タクシー船橋（本社）                                                          |
| 千葉   | 京葉       | 京成タクシーセントラル | 習志野営業所 | 船橋市習志野         | 旧・習志野タクシー→京成タクシー習志野（本社） バス事業あり                                                                 |
| 千葉   | 京葉       | 京成タクシーセントラル | 市川営業所   | 市川市南八幡         | 旧・市川交通自動車→京成タクシー市川（八幡） 旧社名時代にバス事業があった。                                                 |
| 千葉   | 京葉       | 京成タクシーセントラル | 舞浜営業所   | 浦安市高洲           | 旧・舞浜リゾートキャブ（本社） 船橋交通、三田下総交通、市川交通自動車（いずれも当時）の一部を統合。                        |
| 千葉   | 千葉       | 京成タクシーセントラル | 千葉営業所   | 千葉市中央区末広     | 旧・西千葉タクシー（および船橋交通の一部）→京成タクシー千葉（本社）                                                        |
| 千葉   | 北総       | 京成タクシーイースト   | 成田営業所   | 成田市寺台           | 旧・千葉交タクシーおよび成田タクシー→京成タクシー成田（成田および富里） バス事業あり。                                     |
| 千葉   | 北総       | 京成タクシーイースト   | 小見川営業所 | 香取市小見川         | 旧・千葉交タクシー→京成タクシー成田（小見川）                                                                              |
| 千葉   | 北総       | 京成タクシーイースト   | 銚子営業所   | 銚子市松本町         | 旧・千葉交タクシー→京成タクシー成田（銚子） バス事業あり。                                                                 |
| 千葉   | 北総       | 京成タクシーイースト   | 佐倉営業所   | 佐倉市太田           | 旧・佐倉交通→京成タクシー佐倉（佐倉） バス事業あり。                                                                       |
| 千葉   | 北総       | 京成タクシーイースト   | 八街営業所   | 八街市八街ほ         | 旧・八街タクシー→京成タクシー佐倉（八街）                                                                                  |
| 千葉   | 南房       | 京成タクシーイースト   | かずさ営業所 | 木更津市潮浜         | 旧・かずさ交通→京成タクシーかずさ（本社）                                                                                  |

| 社名               | 所在地           | 備考                                           |
| ------------------ | ---------------- | ---------------------------------------------- |
| 京成オートサービス | 千葉県船橋市栄町 | 車両の車検や定期点検、日常の整備業務を主に担当 |

### 当社傘下以外
| 交通圏 | 交通圏   | 社名・営業所名   | 社名・営業所名   | 所在地               | 備考                             |                  |
| ------ | -------- | ---------------- | ---------------- | -------------------- | -------------------------------- | ---------------- |
| 千葉   | 千葉     | 小湊鉄道タクシー | 小湊鉄道タクシー | 千葉市美浜区新港     | 小湊鉄道グループ                 | 小湊鉄道グループ |
| 千葉   | 市原     | 小湊タクシー     | 小湊タクシー     | 市原市五井中央東     | 小湊鉄道グループ                 | 小湊鉄道グループ |
| 千葉   | 市原     | 姉ヶ崎タクシー   | 姉ヶ崎タクシー   | 市原市姉崎海岸       | 小湊鉄道グループ                 | 小湊鉄道グループ |
| 千葉   | 市原     | 牛久タクシー     | 牛久タクシー     | 市原市牛久           | 小湊鉄道グループ                 | 小湊鉄道グループ |
| 千葉   | 南房     | 木更津タクシー   | 木更津タクシー   | 木更津市中里         | 小湊鉄道グループ                 | 小湊鉄道グループ |
| 千葉   | 東海     | 大多喜タクシー   | 大多喜タクシー   | 夷隅郡大多喜町新丁   | 小湊鉄道グループ                 | 小湊鉄道グループ |
| 茨城   | 県南     | 京成タクシー茨城 | 取手営業所       | 取手市白山           | 京成電鉄茨城ホールディングス傘下 |                  |
| 茨城   | 県南     | 京成タクシー茨城 | つくば学園営業所 | つくば市梅園         | 京成電鉄茨城ホールディングス傘下 |                  |
| 茨城   | 県南     | 京成タクシー茨城 | 石岡営業所       | 石岡市府中           | 京成電鉄茨城ホールディングス傘下 |                  |
| 茨城   | 県南     | 京成タクシー茨城 | 守谷営業所       | 守谷市本町           | 京成電鉄茨城ホールディングス傘下 |                  |
| 茨城   | 県南     | 京成タクシー茨城 | 牛久営業所       | 牛久市田宮町         | 京成電鉄茨城ホールディングス傘下 |                  |
| 茨城   | 水戸県央 | 京成タクシー茨城 | 水戸営業所       | 水戸市城南           | 京成電鉄茨城ホールディングス傘下 |                  |
| 茨城   | 水戸県央 | 京成タクシー茨城 | 笠間営業所       | 笠間市下市毛字稲荷林 | 京成電鉄茨城ホールディングス傘下 |                  |
| 茨城   | 水戸県央 | 京成タクシー茨城 | 友部営業所       | 笠間市平町           | 京成電鉄茨城ホールディングス傘下 |                  |
| 茨城   | 県西     | 京成タクシー茨城 | 水海道営業所     | 常総市水海道山田町   | 京成電鉄茨城ホールディングス傘下 |                  |

## 京成タクシーウエスト
京成タクシーウエスト株式会社は、千葉県松戸市に本社を置く京成グループのタクシー事業者。京成電鉄タクシーホールディングスの完全子会社。
京成タクシー松戸東（旧・合同タクシー）が京成タクシー松戸西（旧・スタータクシーおよび小金交通）、京成タクシー東葛（旧・我孫子交通および合同タクシーの一部）、京成タクシーあたご（旧・あたごタクシー）の3社を合併し発足した。統合した4社とも営業区域は東葛交通圏を基盤としていたため、当社は3社のうち唯一単一の交通圏で営業する事業者となっている。

### 事業所
すべて千葉県内に所在し、東葛交通圏にて営業する。
| 営業所名           | 所在地                      | 備考 |
| ------------------ | --------------------------- | --- |
| 本社・松戸東営業所 | 松戸市金ケ作408-357         | 旧・合同タクシー→京成タクシー松戸東（松戸）                                                                                |
| 松戸西営業所       | 松戸市小根本152-4           | 旧・スタータクシー→京成タクシー松戸西（松戸）                                                                              |
| 小金営業所         | 松戸市小金きよしヶ丘3-25-10 | 旧・小金交通→京成タクシー松戸西（小金）                                                                                    |
| 柏営業所           | 柏市十余二313-249           | 旧・合同タクシー→京成タクシー東葛（柏）                                                                                    |
| 我孫子営業所       | 我孫子市我孫子3-1-15        | 旧・我孫子交通→京成タクシー東葛（我孫子）                                                                                  |
| 野田営業所         | 野田市上花輪1295-3          | 旧・あたごタクシー→帝都あたごタクシー→京成タクシーあたご 現所在地は元・朝日自動車（東武グループ）→京成タクシー東葛（野田） |

### 沿革
京成タクシー松戸東
- 1940年（昭和15年）11月 - 戦時統合による合併。
- 1959年（昭和34年）3月 - 京成電鉄株式会社の傘下に入る。
- 1974年（昭和49年）3月 - 松戸市松戸から松戸市上本郷へ本社を移転。
- 1983年（昭和58年）4月 - 松戸市上本郷から松戸市金ケ作へ本社を移転。
- 2005年（平成17年）3月 - 常南交通株式会社から営業譲受、16両増車。
- 2008年（平成20年）12月 - 上本郷整備工場・旧柏営業所・旧柏の葉営業所を柏市十余二に移転統合。
- 2019年（令和元年）6月 - 「合同タクシー株式会社」から「京成タクシー松戸東株式会社」に商号変更。柏営業所を京成タクシー東葛株式会社（旧：我孫子交通株式会社）へ移管。

京成タクシー松戸西
- 1954年9月7日 - 「スタータクシー株式会社」として設立。
- 2019年3月1日 - 京成グループのタクシー事業再編に伴いスタータクシーが「小金交通株式会社」を吸収合併し、「京成タクシー松戸西株式会社」に商号変更。

京成タクシー東葛
- 1961年（昭和36年）1月 - 「我孫子交通株式会社」として設立。
- 2019年（令和元年）6月10日 - 「京成タクシー東葛株式会社」に商号変更。合同タクシー株式会社から柏営業所を移管。
- 2022年（令和4年）
  - 3月21日 - 前日にて営業終了した東武グループの朝日自動車野田営業所を譲受し、当社の野田営業所を開設。
  - 5月6日 - 野田営業所の敷地に京成タクシーあたごが移転。
  - 7月21日 - 野田営業所が京成タクシーあたごに統合。

京成タクシーあたご
- 1953年（昭和28年）5月21日 - 「あたごタクシー」として設立。
- 時期不詳 - 帝都自動車交通傘下に入り「帝都あたごタクシー株式会社」となる。
- 2020年（令和2年）
  - 3月1日 - 帝都自動車交通傘下から京成タクシーホールディングス傘下へ異動し「京成タクシーあたご株式会社」へ商号変更。

- 2022年（令和4年）
  - 5月6日 - 本社を野田市野田から同市上花輪の京成タクシー東葛野田営業所と同一敷地へ移転。
  - 7月21日 - 京成タクシー東葛野田営業所を統合。

京成タクシーウエスト
- 2025年（令和7年）3月1日 - 京成タクシー松戸東が京成タクシー松戸西、京成タクシー東葛、京成タクシーあたごを合併し「京成タクシーウエスト株式会社」に商号変更。

## 京成タクシーセントラル
京成タクシーセントラル株式会社は、千葉県船橋市に本社を置く京成グループのタクシー事業者。京成電鉄タクシーホールディングスの完全子会社。
京成タクシー市川（旧・市川交通自動車）が京成タクシー船橋（旧・船橋交通および三田下総交通）、京成タクシー習志野（旧・習志野タクシー）、京成タクシー千葉（旧・西千葉タクシー）、舞浜リゾートキャブの4社を合併し発足した。なお、存続法人は京成タクシー市川であったが、本社は旧・京成タクシー船橋に置かれている。
またタクシー事業のほか乗合バス事業の営業免許も保有し、習志野営業所では習志野市コミュニティバス「東習志野・実籾地域バス」（愛称「ナラシド♪バス」）を、習志野市東習志野・実籾地域で運行している。市川営業所でも旧社名の市川交通自動車時代に京成電鉄（後の京成バス）市川営業所八幡車庫のバス路線のうち、原木線および大洲線を譲受し、「市川ラインバス」の愛称のもと乗合バス事業を行っていた時代がある（2001年〜2009年）が、こちらは京成トランジットバス（現・京成バス千葉ウエスト塩浜営業所）に譲渡された。

### 事業所
すべて千葉県内に所在。
| 交通圏 | 営業所名         | 所在地                 | 備考 |
| ------ | ---------------- | ---------------------- | --- |
| 京葉   | 本社・船橋営業所 | 船橋市湊町2-7-7        | 旧・船橋交通（および三田下総交通の一部）→京成タクシー船橋（本社）                                                                                                  |
| 京葉   | 習志野営業所     | 船橋市習志野4-16-16    | 旧・習志野タクシー→京成タクシー習志野（本社） バス事業あり |
| 京葉   | 市川営業所       | 市川市南八幡5-16-2     | 旧・市川交通自動車→京成タクシー市川（八幡） 旧社名時代にバス事業があった。                                                                                         |
| 京葉   | 舞浜営業所       | 浦安市高洲2-1-14       | 旧・舞浜リゾートキャブ（本社） 船橋交通、三田下総交通、市川交通自動車（いずれも当時）の一部を統合。 当社への再編後も、舞浜リゾートキャブのブランドは引き続き使用。 |
| 千葉   | 千葉営業所       | 千葉市中央区末広4-27-1 | 旧・西千葉タクシー（および船橋交通の一部）→京成タクシー千葉（本社）                                                                                                |

### 沿革
京成タクシー市川
- 1941年（昭和16年）4月1日 - 「市川交通自動車」設立。
- 2000年（平成12年） - 舞浜営業所を設置、舞浜リゾートキャブに参加。
- 2001年（平成13年）9月16日 - 京成電鉄市川営業所の一部路線（大洲線、原木線）の移管を受け、運行を開始。
- 2008年（平成20年）12月17日 - ICカード「PASMO」を導入。
- 2009年（平成21年）8月1日 - バス事業を京成トランジットバスに移管。
- 2019年（平成31年）3月1日 - 「京成タクシー市川」に商号変更。舞浜営業所を舞浜リゾートキャブへ譲渡。

京成タクシー船橋
- 1941年（昭和16年） - 「船橋交通自動車」として設立。
- 1944年（昭和19年） - 岩佐タクシーを統合。
- 時期不明 - 「船橋交通株式会社」へ商号変更。
- 2017年（平成29年）8月1日 - 北総交通を吸収合併
- 2018年（平成30年）3月1日 - 船橋交通習志野営業所を、習志野タクシーへ移管。
- 2019年（平成31年）3月1日
  - 三田下総交通株式会社（本社：船橋市栄町1丁目12番2号、法人番号：8040001018831）を吸収合併。「京成タクシー船橋株式会社」へ商号変更。
  - 舞浜営業所を舞浜リゾートキャブへ移管。
  - 花見川営業所、千葉各営業所を京成タクシー千葉へ移管。

京成タクシー習志野
- 1954年（昭和29年）9月6日 - 習志野タクシー株式会社として設立。
- 2013年（平成25年）11月5日 - 「東習志野・実籾地域バス」の実証運行を開始。習志野市が習志野タクシーへ運行委託。
- 2016年（平成28年）4月1日 - 「東習志野・実籾地域バス」を本格運行へ移行。これに伴い、運行主体が習志野市から習志野タクシーへ移管される。
- 2018年（平成30年）
  - 3月1日 - 船橋交通習志野営業所を統合。
  - 3月5日 - 京成タクシー習志野株式会社へ商号変更。

- 2019年（平成31年）
  - 3月18日 - 京成タクシー習志野の本社を、船橋市習志野5丁目1-3から、船橋市習志野4丁目16-16へ移転。
  - 3月 - 同月1日から31日にかけて「東習志野・実籾地域バス」の愛称を公募、342通の応募から「ナラシド♪バス」に決定。

京成タクシー千葉
- 1951年（昭和26年）11月30日 - 西千葉タクシー株式会社として設立。
- 2018年（平成30年）10月16日 - 「西千葉タクシー株式会社」から「京成タクシー千葉株式会社」へ商号変更

舞浜リゾートキャブ
- 1999年（平成11年）2月9日 - 舞浜リゾートキャブとして設立。
- 2019年（平成31年）3月1日 - 船橋交通、三田下総交通、市川交通自動車の舞浜営業所を譲受。

京成タクシーセントラル
- 2025年（令和7年）3月1日 - 京成タクシー市川が京成タクシー船橋、京成タクシー習志野、京成タクシー千葉、舞浜リゾートキャブを吸収合併し、京成タクシーセントラルに商号変更。本社機能は旧・京成タクシー船橋である船橋営業所に移転。

### 乗合バス事業
習志野営業所にて運営している。

## 京成タクシーイースト
京成タクシーイースト株式会社は、千葉県成田市に本社を置く京成グループのタクシー事業者。京成電鉄タクシーホールディングスの完全子会社。
京成タクシー成田（旧・千葉交タクシーおよび成田タクシー）が京成タクシー佐倉（旧・佐倉交通）と京成タクシーかずさ（旧・かずさ交通）の2社を合併し発足した。
またタクシー事業のほか乗合バス事業の営業免許も保有し、銚子・成田の両営業所では千葉交タクシー時代より「ちばこうバス」の名称で運行している。

### 事業所
すべて千葉県内に所在。
| 交通圏 | 営業所名         | 所在地              | 備考                                                                                   |
| ------ | ---------------- | ------------------- | -------------------------------------------------------------------------------------- |
| 北総   | 本社・成田営業所 | 成田市寺台275-3     | 旧・千葉交タクシーおよび成田タクシー→京成タクシー成田（成田および富里） バス事業あり。 |
| 北総   | 小見川営業所     | 香取市小見川1302-5  | 旧・千葉交タクシー→京成タクシー成田（小見川）                                          |
| 北総   | 銚子営業所       | 銚子市松本町1-8-5   | 旧・千葉交タクシー→京成タクシー成田（銚子） バス事業あり。                             |
| 北総   | 佐倉営業所       | 佐倉市太田2306-4    | 旧・佐倉交通→京成タクシー佐倉（佐倉） バス事業あり。                                   |
| 北総   | 八街営業所       | 八街市八街ほ1032-17 | 旧・八街タクシー→京成タクシー佐倉（八街）                                              |
| 南房   | かずさ営業所     | 木更津市潮浜2-1-35  | 旧・かずさ交通→京成タクシーかずさ（本社）                                              |

### 乗合バス事業

#### 銚子営業所管轄路線
春日台線
- 銚子駅 - 三崎 - 春日台 - 市立高校前 - 銚子駅

川口線
- 銚子駅 - 陣屋町 - 銚子観音 - 川口 - ポートセンター

海鹿島線
- 銚子駅 - 陣屋町 - 清水坂上 - 黒生 - 海鹿島 - 笠上駅 - 清水坂上 - 陣屋町 - 銚子駅

外川線
- 銚子駅 - 陣屋町 - 愛宕町4丁目 - 犬吠 - 外川車庫

川口・イオン線
- ポートタワー - イオンモール銚子

土合ヶ原線
- 土合中央二丁目 - イオンモール銚子

#### 成田営業所管轄路線
安食竜角寺線
- 安食駅 - 酒直台ニュータウン2丁目 - 竜角寺車庫
- 安食駅 - 栄町役場 - 酒直台ニュータウン2丁目 - 竜角寺車庫
- 2018年4月1日より運行。千葉交通より移管。

#### 佐倉営業所管轄路線
八幡台循環線
- 京成臼井駅 - 船戸 - 八幡台会館 - 京成臼井駅

路線沿革
- 1998年（平成10年）4月1日：運行開始[28]。
- 2018年（平成30年）9月16日：「スーパータイヨー前」停留所を設置して系統を新設。

#### 廃止路線
- 定期観光バス「銚子海岸一周磯めぐり号」
一般路線バスより前に移管されていた。銚子駅を起点に3時間半のコースが組まれ、犬吠埼マリンパークや銚子ポートタワー、醤油工場見学が組み込まれていた。廃止時期不明。(銚子営業所管轄路線)
- 一般路線バス：銚子駅 - 松岸 - 垣根仁王尊（2008年3月31日で廃止）(銚子営業所管轄路線)
- 神崎町コミュニティバス（78・79条バス（旧80条バス）として、町での直接運行に変更）(成田営業所管轄路線)
- 岬めぐりシャトルバス：銚子駅 - 川口神社 - ポートタワーウォッセ - 黒生 - 海鹿島 - 君ヶ浜海岸 - 犬吠埼灯台入口 - 銚子電鉄犬吠駅 - 地球展望館
  - 銚子市内観光の二次交通として2007年1月より運行。一部（夏休み期間中等）を除き土休日のみ運転していたが、2019年4月1日より運行を休止している[29]。(銚子営業所管轄路線)

#### バス車両
銚子・成田両営業所のバス車両は当初全て千葉交通からの移籍車両であったが、現在は京成タウンバス（現・京成バス東京）を中心とした京成グループ内他社からの移籍車が増えている。当初からオリジナルカラーはなく社名の書き換えのみで対応しているため、元の会社が一目でわかるようになっている。車種は大半が中型車のいすゞ・エルガミオノンステップとなっている。